# Henrique Dias
Henrique Dias (Capitania de Pernambuco, princípios do século XVII – Recife, 7 ou 8 de junho de 1662) foi um militar nascido no Brasil colonial, filho de escravizados de África libertos. Foi um dos heróis da Batalha dos Guararapes, episódio decisivo da Insurreição Pernambucana (expulsão dos holandeses do Nordeste do Brasil).

## Biografia

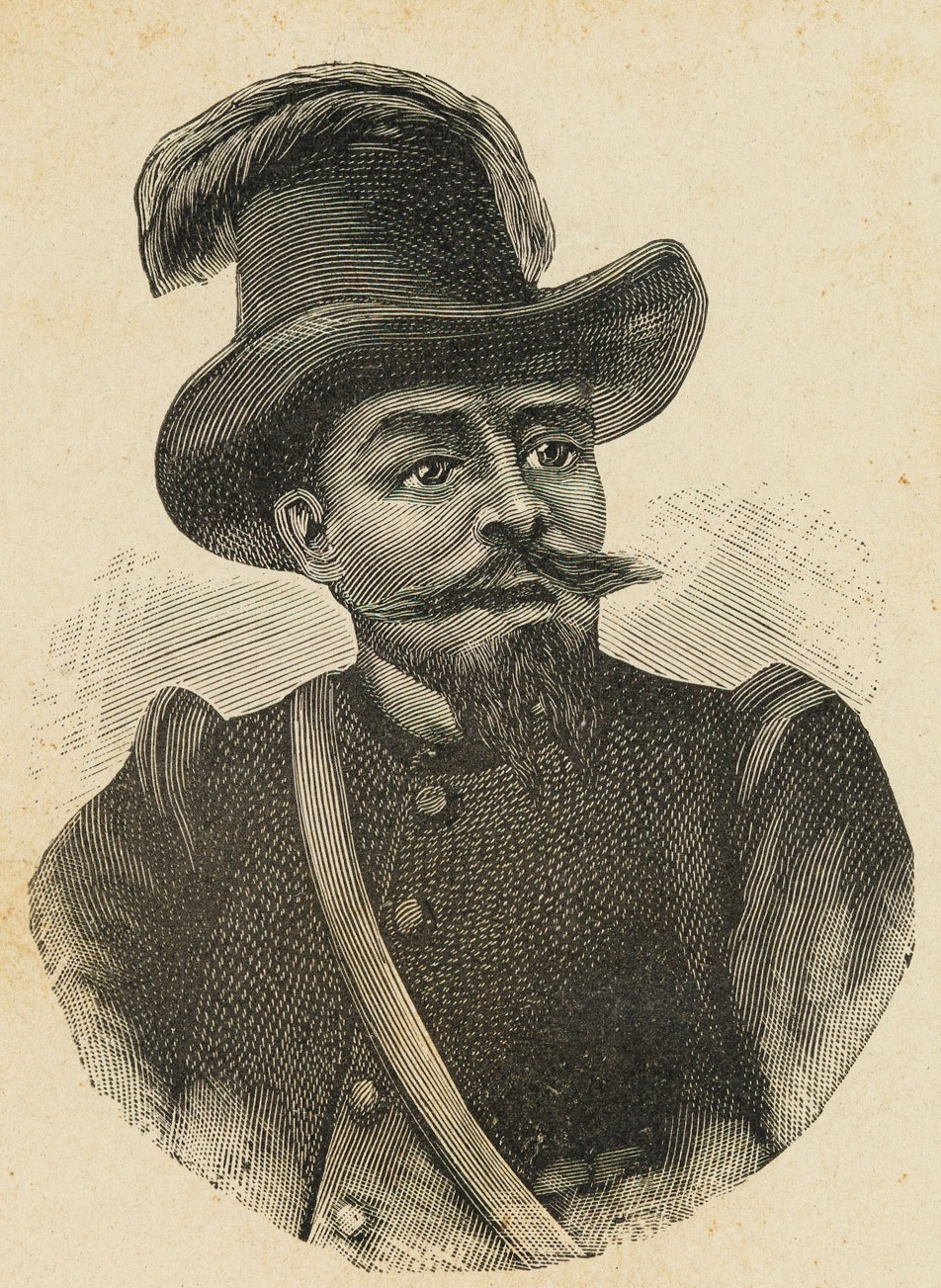
Henrique Dias.

Homem negro, foi mestre de campo e cavaleiro da Ordem de Cristo.
No contexto das Invasões holandesas do Brasil, ofereceu-se como voluntário a Matias de Albuquerque para lutar contra os holandeses, tendo recrutado um grande efetivo de pessoas escravizadas nos engenhos conquistados pelos invasores.
Participou de inúmeros combates, distinguindo-se por bravura nos combates de Igarassu, onde foi ferido duas vezes; participou ainda da reconquista de Goiana e, notoriamente, em Porto Calvo, em 1637, quando teve a mão esquerda estraçalhada por um tiro de arcabuz. Sem abandonar o combate, decidiu a vitória na ocasião. Seu ato de bravura lhe rendeu reconhecimento:
Em sua homenagem, até a Independência, os batalhões brasileiros compostos de soldados negros eram chamados "Henrique Dias" ou "dos Henriques".— «Holandeses no Brasil». Enciclopédia Delta de História do Brasil. [S.l.]: Editora Delta S/A. 1969. p. 1537
Estando Portugal em trégua com a Holanda, Dom João IV desautorizara a Insurreição Pernambucana contra o domínio holandês, do que estes muito se valiam espalhando a notícia. Henrique Dias, no entanto, sem autorização superior escreveu-lhes:
Meus senhores holandeses. Meu camarada, o Camarão, não está aqui; mas eu respondo por ambos. Saibam Vossas Mercês que Pernambuco é Pátria dele e minha Pátria, e que já não podemos sofrer tanta ausência dela. Aqui haveremos de perder as vidas, ou havemos de deitar a Vossas Mercês fora dela. E ainda que o Governador e Sua Majestade nos mandem retirar para a Bahia, primeiro que o façamos havemos de responder-lhes, e dar-lhes as razões que temos para não desistir desta guerra'

## Títulos de Fidalgo

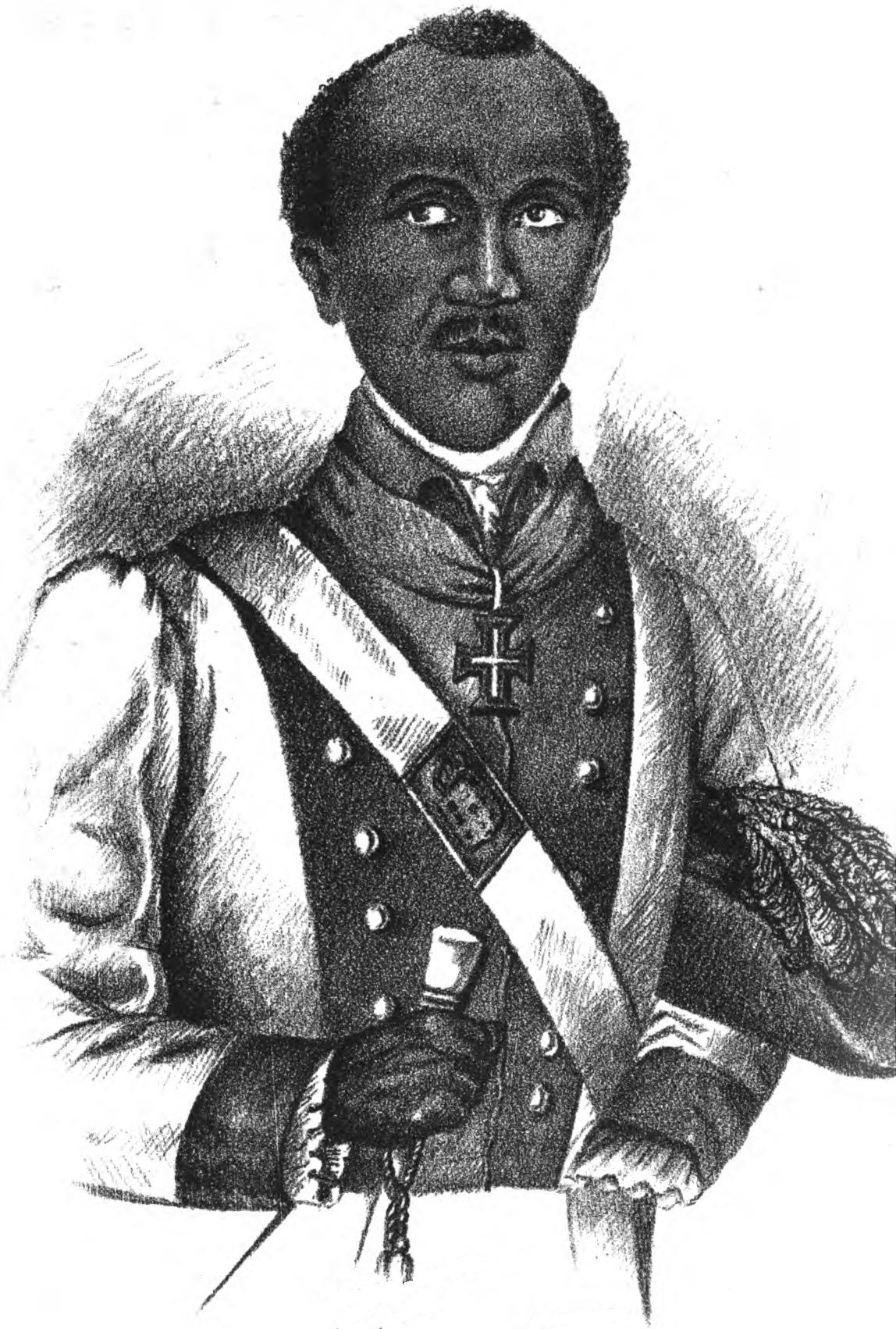
Henrique Dias, autor desconhecido.

Devido aos serviços prestados, recebeu do rei Dom João IV títulos de fidalgo, a mercê do Hábito da Ordem de Cristo e a patente de Mestre de campo. Além dos títulos, recebeu em agradecimendo terras, que hoje formam parte do bairro do Derby, em Recife. Conhecido como Governador dos crioulos, pretos e mulatos do Brasil, envolveu-se ainda na repressão a quilombos, tendo sido cogitado pelo vice-rei Marquês de Montalvão, em novembro de 1640, para combater um quilombo no sertão da Bahia, o que foi recusado pelos vereadores de Salvador.

Como mestre de campo, comandou o Terço de Homens Pretos e Mulatos do Exército Patriota, também denominados Henriques, nas duas batalhas dos Guararapes (1648 e 1649), vindo a falecer em 1662, oito anos após a vitória sobre os holandeses. Pela criação desse Terço, pode ser considerado o "pai" das milícias negras no Brasil.

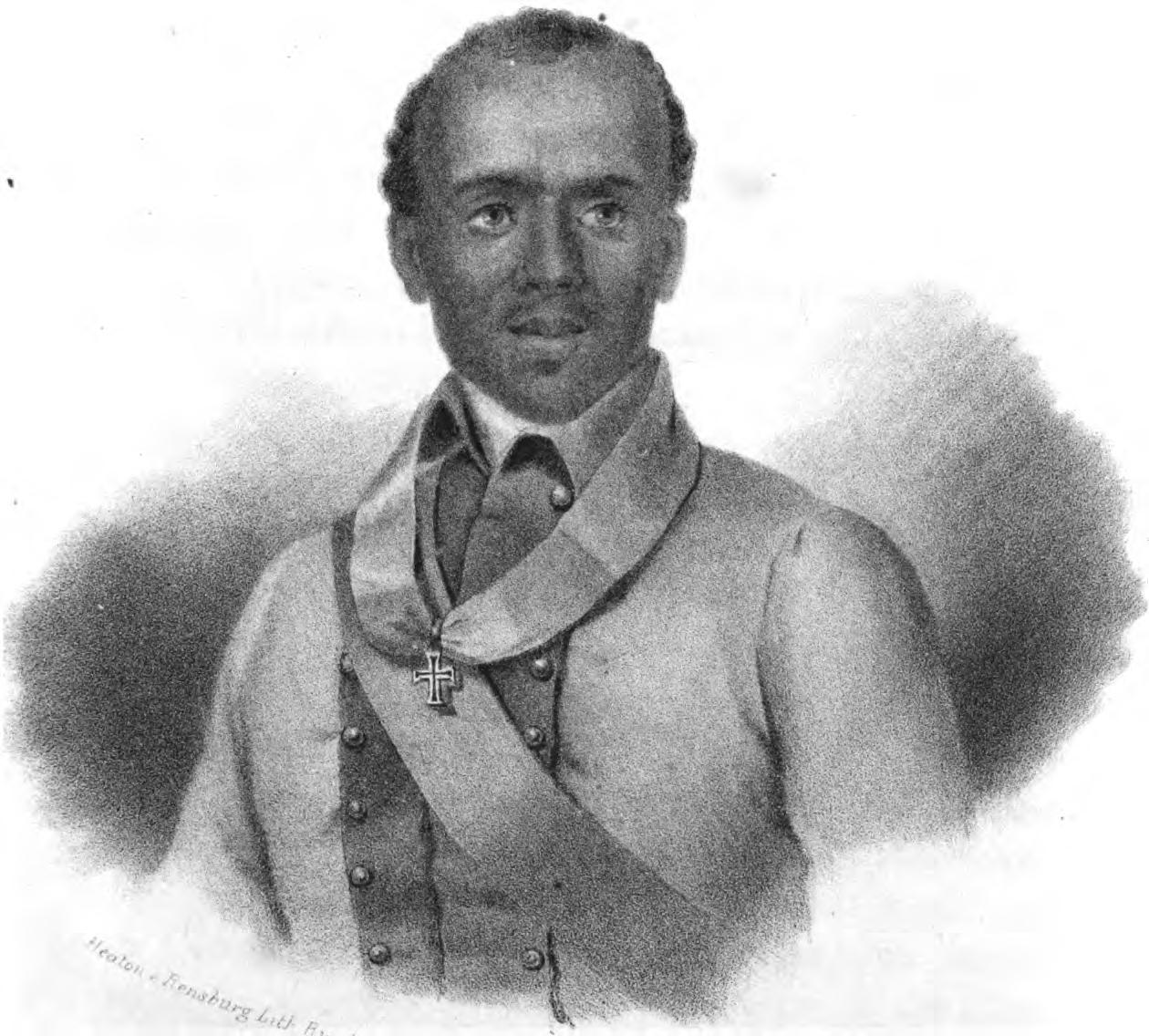
Henrique Dias

## Família
Seu genro Pedro de Val herdou os títulos de Henrique Dias, que incluíam a Comenda de Soure e o título de cavaleiro da Ordem de Cristo. Sua outra filha, Benta Henriques, casou com o Capitão do Terço de Homens Pretos e Mulatos, Amaro Cardigo, que também era uma pessoa negra. Cardigo cobrou da coroa o título de cavaleiro da Ordem de Santiago que foi prometida por Luísa de Gusmão aos genros de Henrique Dias.  Este pedido foi negado pela Ordem após três apelações.

## Reconhecimento
Pela sua dedicação, coragem e liderança, foi escolhido, no ano de 1992, patrono do então 28.º Batalhão de Infantaria Blindada (28.º BIB), atualmente 28.º Batalhão de Infantaria Leve (28.º BIL), localizado em Campinas - SP.

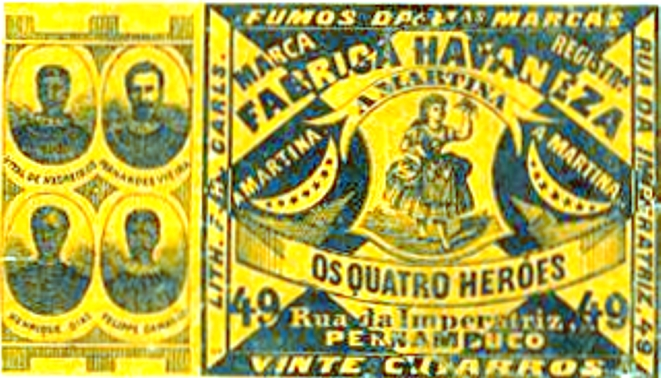
Litografia em rótulo de cigarro com os quatro heróis da Insurreição Pernambucana: André Vidal de Negreiros, Fernandes Vieira, Henrique Dias e Filipe Camarão.

A Lei nº 12.701, de 06 de agosto de 2012, reconhecendo sua importância na história do país, determinou que o nome de Henrique Dias fosse incrito no Livro de Heróis da Pátria (conhecido como "Livro de Aço"), depositado no Panteão da Pátria e da Liberdade Tancredo Neves, um cenotáfio que homenageia os heróis nacionais localizado na Praça dos Três Poderes, em Brasília. Falta apenas o respectivo cunhamento do nome no Livro.